# Vincent Badie
Pour les articles homonymes, voir Badie.
Vincent Badie, né le 16 juillet 1902 à Béziers (Hérault) et décédé le 8 septembre 1989 à Montpellier, est un homme politique et résistant français.
Il fut maire de  Paulhan et député radical de l'Hérault avant et après la Seconde Guerre mondiale et fut par deux fois, mais brièvement, ministre des Anciens combattants (d'octobre 1955 à février 1956 puis de mai à juin 1958). 

## Biographie
Boursier, il fait de brillantes études qui le conduisent à un doctorat en droit. Avocat au barreau de Montpellier, il est élu engagé dès sa jeunesse au sein du Parti radical et entame dans les années 1930 une carrière politique d'abord locale. 
Conseiller général de l'Hérault en 1931, dans un des cantons de Montpellier, il est élu député en 1936 dans la circonscription de Lodève. 
Réélu conseiller général en 1937, il se présente à la faveur d'une partielle l'année suivante dans le canton de Gignac, où il est élu, puis devient la même année maire de Paulhan. 
Après le début de la Seconde Guerre mondiale, il condamne avec vigueur le pacte germano-soviétique et défend la déchéance des députés communistes, réclamant d'ailleurs la plus grande fermeté contre la propagande du PCF. 
Opposé à tout défaitisme, il fait partie des 80 parlementaires qui votent contre les pleins pouvoirs au maréchal Pétain, le 10 juillet 1940. Lors de cette séance, il tente de proposer une motion s'opposant à la disparition du régime républicain. Il s'exclame en quittant la salle avec les 80 opposants à Pétain : « Vive la République quand même ! ». Suspendu de ses fonctions de maire de Paulhan, il entre dans la Résistance, notamment au sein du Front national, et est arrêté et déporté à Dachau. De retour en France il est délégué à l'Assemblée consultative provisoire au titre des prisonniers et déportés (juin-août 1945). 
Élu député dès le 21 octobre 1945, il est réélu à toutes les élections jusqu'à la fin de la Quatrième république. Il y est un défenseur acharnée de la cause des anciens combattants, ce qui lui vaut d'être nommé ministre des Anciens combattants et Victimes de guerre du second gouvernement Edgar Faure d'octobre 1955 à février 1956. 
Il est à deux reprises président du groupe radical de l'Assemblée nationale, entre juillet et octobre 1955, puis de janvier 1957 à sa nomination comme ministre, avec le même portefeuille que précédemment, dans le très éphémère gouvernement de Pierre Pflimlin. Mais ce second groupe radical-socialiste ne rassemble que 14 députés opposés à la ligne de Pierre Mendès-France et qui, comme Badie, soutiennent la politique algérienne de Guy Mollet. 
Favorable à la politique coloniale française et opposé aux transferts de souveraineté vers des institutions européennes, il est aussi à plusieurs reprises rapporteur de la Commission de la Défense nationale. 
Opposé au retour de De Gaulle, il est, lors des élections législatives de 1958, battu par Paul Coste-Floret. Il n'aura plus par la suite que des mandats locaux : celui de conseiller général, jusqu'en 1964, et celui de maire de Paulhan, jusqu'en 1971. 
En 1967, cependant, il se rapproche des positions gaullistes en approuvant la politique extérieure du président de la République
 Candidat UDR dans la Cinquième circonscription des Alpes-Maritimes, il obtient près de 30 %, et n'est pas élu.
Il meurt à Montpellier à l'âge de 87 ans le 8 septembre 1989 et est inhumé au cimetière Saint-Étienne de Montpellier, section F, division 8.

## Fonctions

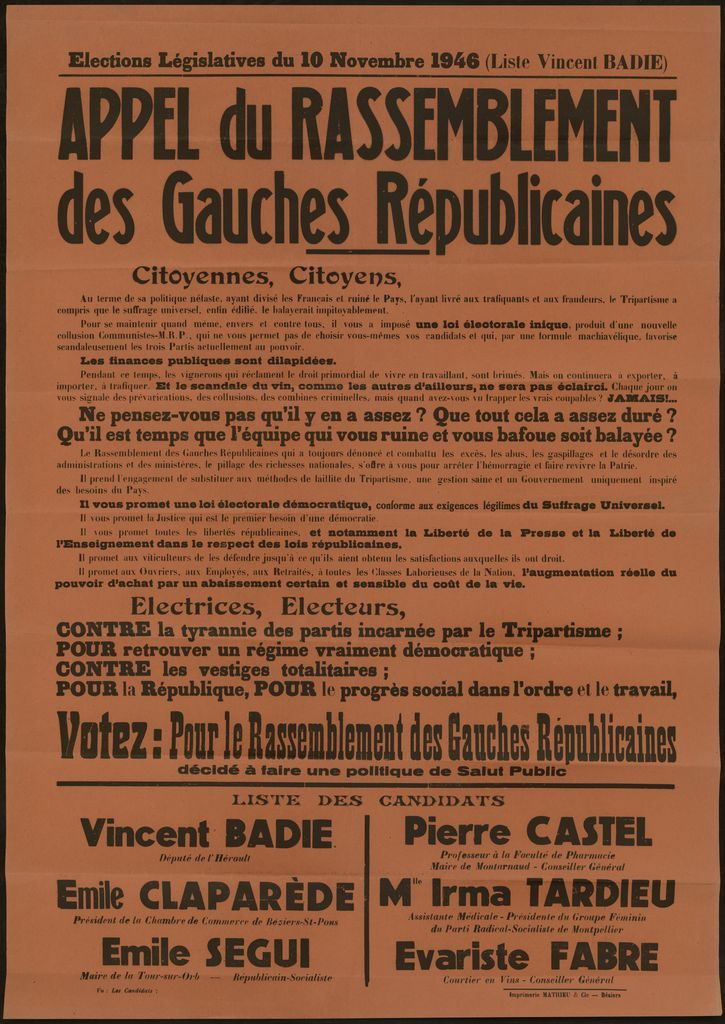
Appel du rassemblement des gauches républicaines. Élections législatives du 10 novembre 1946 (liste Vincent Badie). Archives départementales de l'Hérault. Cote : 12 FI 329/1.

- Ministre des Anciens combattants et Victimes de guerre du gouvernement Edgar Faure (2) du 20 octobre 1955 au 1er février 1956.
- Ministre des  Anciens combattants et Victimes de guerre du gouvernement Pierre Pflimlin du 14 mai au 1er juin 1958.
- Conseiller général du Canton de Montpellier du 18 octobre 1931 à septembre 1938.
- Conseiller général du canton de Gignac de septembre 1938 à mars 1964.
- Député de l'Hérault du 10 mai 1936 au 8 décembre 1958.
- Maire de Paulhan (Hérault) du 11 août 1938 à 1941 et de 1944 à 1971.

## Décorations
- Chevalier de la Légion d'honneur
- Croix de guerre 1939–1945
- Médaille de la Résistance française
- Commandeur de l'ordre du Mérite combattant, ex officio en tant que ministre des Anciens combattants et Victimes de guerre (1955)[3]
- Commandeur de l'ordre de la Couronne yougoslave[4]